# Rjúpnafell (berg i Island, Austurland, lat 65,32, long -13,79)
Rjúpnafell är ett berg i republiken Island. Det ligger i regionen Austurland, 400 km öster om huvudstaden Reykjavík. Toppen på Rjúpnafell är 771 meter över havet.
Trakten runt Rjúpnafell är nära nog obefolkad, med mindre än två invånare per kvadratkilometer. Närmaste större samhälle är Seyðisfjörður, omkring 21 kilometer sydost om Rjúpnafell. Trakten runt Rjúpnafell består i huvudsak av gräsmarker.